# Вилађо Ацуро II (Каљари)
Вилађо Ацуро II је насеље у Италији у округу Каљари, региону Сардинија.
Према процени из 2011. у насељу је живело 39 становника. Насеље се налази на надморској висини од 10 м.